# Флейшманнс (Нью-Йорк)
Флейшманнс (англ. Fleischmanns) — селище (англ. village) в США, в окрузі Делавер штату Нью-Йорк. Населення — 210 осіб (2020).

## Географія
Флейшманнс розташований за координатами 42°9′18″ пн. ш. 74°32′5″ зх. д. / 42.15500° пн. ш. 74.53472° зх. д. (42.154876, -74.534670).  За даними Бюро перепису населення США в 2010 році селище мало площу 1,73 км², з яких 1,70 км² — суходіл та 0,04 км² — водойми.

## Демографія
Згідно з переписом 2010 року, у селищі мешкала 351 особа в 137 домогосподарствах у складі 77 родин. Густота населення становила 202 особи/км².  Було 290 помешкань (167/км²).
Расовий склад населення:
| - 70,1 % — білих - 2,3 % — корінних американців - 0,9 % — азіатів - 0,6 % — чорних або афроамериканців - 25,6 % — осіб інших рас |

До двох чи більше рас належало 0,6 %. Частка іспаномовних становила 36,5 % від усіх жителів.
За віковим діапазоном населення розподілялося таким чином: 27,1 % — особи молодші 18 років, 58,4 % — особи у віці 18—64 років, 14,5 % — особи у віці 65 років та старші. Медіана віку мешканця становила 35,7 року. На 100 осіб жіночої статі у селищі припадало 102,9 чоловіків;  на 100 жінок у віці від 18 років та старших — 109,8 чоловіків також старших 18 років.
Середній дохід на одне домашнє господарство  становив 42 351 долар США (медіана — 35 938), а середній дохід на одну сім'ю — 44 478 доларів (медіана — 36 953). За межею бідності перебувало 20,2 % осіб, у тому числі 29,5 % дітей у віці до 18 років та 14,9 % осіб у віці 65 років та старших.
Цивільне працевлаштоване населення становило 134 особи. Основні галузі зайнятості: будівництво — 26,9 %, роздрібна торгівля — 19,4 %, виробництво — 12,7 %, мистецтво, розваги та відпочинок — 11,2 %.